# Висбюр
Висбюр (на старонорвежки: Wisbur) е полулегендарен конунг от династията Инглинги, син на Ванланде.
В Сага за Инглингите Снори Стурлусон разказва, че Висбюр се оженил за дъщерята на Аюде Богатия и ѝ подарил три големи имения и една златна огърлица. Родили им се двама сина — Гисл и Ондюр. Висбюр обаче оставил тази си жена и си взел друга, а изоставената съпруга се върнала при баща си със синовете си. На Висбюр се родил друг син — Думалде, но него го проклели.
Когато синовете на Висбюр от първата му жена станали по на дванайсет и тринайсет години, те отишли при баща си и поискали сватбените подаръци на майка си, но тъй като той не пожелал да им ги даде, те му предсказали, че златната огърлица ще причини смъртта на най-добрия мъж от рода му. Веднага след като си тръгнали, поискали да се направи магия, която да причини смъртта на баща им. Ясновидката Хюлд, която навремето погубила дядо им Ванланде, се съгласила да им помогне, но ги предупредила, че след това в рода на Инглингите постоянно ще има убийства. Братята се съгласили, събрали хората си и нахлули неочаквано през нощта в имението на Висбюр и го подпалили. Висбюр намерил смъртта си в огъня.
Наследник на Висбюр станал неговият син от втората му жена – Думалде.